# Stanisław Sałek
Stanisław Sałek (ur. 13 lutego 1891 w Posiłkach pow. Końskowola, zm. 10 stycznia 1939 w Wawrze) – żołnierz Wojska Polskiego. Uczestnik wojny polsko-bolszewickiej, kawaler Orderu Virtuti Militari.

## Życiorys
Urodził się w rodzinie Jana i Franciszki. Absolwent szkoły powszechnej, po ukończeniu której pracował jako szewc w Lublinie. Od sierpnia 1920 ochotnik w Wojsku Polskim przydzielony do 28 pułku strzelców, a następnie w szeregach 9 kompanii 1 pułku strzelców z którym walczył podczas wojny polsko-bolszewickiej.
„Szczególnie odznaczył się 29 VIII 1920 pod Jakubinem /Puszcza Białowieska/, gdzie ochotniczo wykonał niebezpieczne zadanie wywiadowcze, zdobywając cenne informacje o nieprzyjacielu”. Za tę postawę otrzymał Order Virtuti Militari.
Po zakończeniu wojny pracował jako woźny w Departamencie Budownictwa MSWojsk. Zginął tragicznie w Wawrze, pochowany na cmentarzu wojskowym w Warszawie.

## Życie prywatne
Żonaty z Franciszka z d. Nowacka, z którą miał czworo dzieci: Zdzisława (ur. 1911), Edwarda (ur. 1912), Stanisławę (ur. 1916), Leokadię (ur. 1919)

## Ordery i odznaczenia
- Krzyż Srebrny Orderu Wojskowego Virtuti Militari nr 1463[1][2]